# Gary Schneider
Gary Schneider (* 25. listopadu 1954) je americký fotograf původem z Jihoafrické republiky známý svými portréty a autoportréty. Podle nadace John Simon Guggenheim Memorial Foundation, která mu v roce 2013 udělila Guggenheimovo stipendium, jeho „rané práce v oblasti malby, performance a filmu zůstávají nedílnou součástí jeho zkoumání portrétů. Usiluje o spojení umění a vědy, identity a temnoty, figurace a abstrakce, tělesné a duchovní."

## Život a vzdělání
Gary Schneider se narodil v East Londonu v Jihoafrické republice a vyrůstal v Kapském Městě. Svůj titul BFA získal na Michaelis School of Fine Art, University of Cape Town a MFA na Pratt Institute v Brooklynu.
V době, kdy se Schneider v roce 1975 zapsal na Univerzitu v Kapském Městě, „svět umění a myšlenek – zejména forem konceptuálního umění, které využívaly tělo jako médium ke zkoumání fenomenologie a chování – začal poskytovat zásadní úlevu, což mu umožňuje budovat a ovládat vlastní prostor."
Na konci 70. let odešel Schneider z Jihoafrické republiky do New Yorku, aby pracoval pro Ontologicko-hysterické divadlo Richarda Foremana. Tam se setkal se svým partnerem Johnem Erdmanem, performerem v konceptuálním filmu, videu a divadelní produkci. Dvojice v roce 1981 založila společnost Schneider/Erdman Inc., „jejímž prostřednictvím se Schneider rychle prosadil jako hlavní tiskař fotografií jiných umělců“. 

## Kariéra
V roce 1977 měl Schneider svou první samostatnou výstavu v Artists Space, kde provedl instalaci a performance. Po výstavě pokračoval v natáčení filmů; především Salters Cottages dokončené v roce 1981. Kniha snímků z filmu Salters Cottages byla vydána nakladatelstvím Dashwood Books v roce 2019.
V roce 1998 dokončil Genetic Self-Portrait (Genetický autoportrét), což je soubor padesáti pěti fotografií, které tvoří čtrnáct snímků jeho vlastního těla. Dílo bylo vystaveno v Musée de l'Élysée v Lausanne ve Švýcarsku, stejně jako v Mezinárodním centru fotografie v New Yorku a v Massachusetts Museum of Contemporary Art. Knihu vydalo nakladatelství Light Work, Syrakusy v roce 1999.
Portraits, přehled jeho práce, byl nainstalován v Harvard Art Museums v roce 2004. To putovalo do Contemporary Museum v Honolulu. Plně ilustrovaný katalog vydalo nakladatelství Yale Press.
Aperture vydal jeho cyklus Nudes v roce 2005 a vystavil fotografie v životní velikosti v New Yorku. Výstava putovala do Reykjavik Art Museum v roce 2010. V roce 2008 byla v Muzeu fotografických umění v San Diegu uspořádána průzkumná výstava Flesh.
HandBook je Schneiderova umělecká kniha z roku 2010, kterou vydalo nakladatelství Aperture a vytiskl ji Schneider na tiskárně na vyžádání (anglicky print-on-demand). „Příručka, jihoafričtí umělci“, projekt Schneider's Guggenheim Fellowship, byl vydán nakladatelstvím Fourthwall Books v Johannesburgu v Jihoafrické republice v roce 2015.

## Samostatné muzejní výstavy
- 2018: "Analog Culture", Harvard Art Museums, Cambridge, MA.[8]
- 2010: "Nudes", Reykjavik Art Museum, Hafnarhus, Reykjavík, Island.[9]
- 2009: "Life@Life Size", galerie současného umění, University of Connecticut, Storrs, CT.[10]
- 2008: "Flesh: The Portraiture of Gary Schneider", Museum of Photographic Art, San Diego, CA.
- 2007: "Genetic Self-Portrait", The Warehouse Gallery, Syrakusy, NY.[11]
- 2007: "John 1989-2004", The Greenhouse Gallery, Guernsey, Normanské ostrovy, Velká Británie.
- 2005: "Nudes", Aperture Gallery, New York, NY.[12][13]
- 2004: "Portréty", Harvard Art Museums, Cambridge, MA.[14]
- 2004: "Portréty", Contemporary Museum, Honolulu, HI.
- 2004: "Biologie", Suzanne H Arnold Art Gallery, Lebanon Valley College, Annvile, PA.
- 2003: "Genetic Self-Portrait", University Art Museum, SUNY, Albany, NY.[15]
- 2003: "Genetic Self-Portrait", Univerzitní galerie, University of Florida, Gainesville, FL.
- 2000: "Genetic Self-Portrait", International Center of Photography, New York, NY.[16]
- 1998: "Genetic Self-Portrait", Musee de l'Eysee de Lausanne, Lausanne, Švýcarsko.
- 1997: "Nedávné fotografie", The Haggerty Museum, Marquette University, Milwaukee, WI.
- 1977: "Naming", instalace a performance, Artist Space, New York, NY.

## Ocenění a granty
- 2016: Chancellor Scholar Award, Rutgers University, New Brunswick, NJ.
- 2015: Výzkum správní rady a stipendium pro vědeckou excelenci, Rutgers University, New Brunswick, NJ.[17]
- 2014: Člen Americké akademie v Římě, Itálie. Rutgers University, Mason Gross School of the Arts.[18]
- 2013: John Simon Guggenheim Memorial Foundation Fellowship, New York, NY.[1]
- 2010: Photobook Award Kassel 2009/2010, Handbook, Kassel, Německo.[19]
- 2010: Yaddo Artist Residency, Saratoga Springs, NY.
- 2007: Photo Annual Award: Magazine. New York Times Magazine : „Mikrobesita – co dělá tolik tuku“, New York, NY.
- 2007: Cena za vedoucí roli: Reportáž, New York Times Magazine : "Microbesity-What Makes So Many Fat", Hamburg, Německo.
- 2007: Guernsey Residency, Guernsey, Normanské ostrovy, Spojené království.
- 2005: Cena Lou Stoumena, Museum of Photographic Arts, San Diego, CA.
- 2004: Grant National Endowment for the Arts, "Gary Schneider: Portraits", Harvard University Art Museums, Boston, MA.
- 2004: Cena AICA: Nejlepší umělec střední kariéry na výstavě, Mezinárodní asociace uměleckých kritiků, Boston, MA.
- 2000: Alfred Eisenstaedt Award: Science and Technology, Photo Essay, Columbia University Journalism School a Life Magazine, New York, NY.

## Knihy a katalogy
- 2019: Salters Cottages. Dashwood Books, New York, NY.[7]
- 2018: Analog Culture: Printer’s Proofs from the Schneider/Erdman Photography Lab, editorka: Jennifer Quick, Harvard Art Museums, Cambridge, MA.[20]
- 2015: HandBook, South African Artists. Fourthwall Books, Johannesburg, Jihoafrická republika.[21]
- 2012: Portrait Sequences 1975. OneStar Press, Paříž, Francie.[22]
- 2010: HandBook, Aperture. New York, NY.[23]
- 2007: John 1989–2004. Snell, Eriku. The Greenhouse Gallery, Guernsey, Normanské ostrovy, Velká Británie.
- 2005: Nudes. Aperture, New York, NY.[24][25]
- 2004: Gary Schneider: Portraits. Martin Kao, Deborah. Yale University Press, New Haven, CT. , ve spolupráci s Harvard Art Museums, Cambridge, MA.[26]
- 2001: Yezerski Family Portrait. Galerie Howarda Yezerského, Boston, MA.
- 1999: Genetic Self-Portrait. Eseje: Ann Thomas, Lori Pauli a Bettyann Kevles. Light Work, Syrakusy, NY.[27]
- 1997: John in Sixteen Parts. Martin Kao, Deborah. Galerie Howarda Yezerského, Boston, MA; Stephen Daiter Photography, Chicago, IL; Galerie PPOW, New York, NY.
- 1997: Recent Photographs. Carter, Dr. Curtisi. The Haggerty Museum, Marquette University, Milwaukee, MI. Brochure.

## Muzejní sbírky
Schneiderovo dílo je zastoupeno v mnoha muzeích, včetně:
- Art Institute of Chicago,[28]
- Brooklyn Museum[29]
- George Eastman Museum[30]
- Harvard Art Museums[31]
- Iziko South African National Gallery
- Metropolitan Museum of Art[32]
- Musée de l'Élysée in Lausanne
- Museum of Fine Arts Boston,[33]
- Museum of Fine Art Houston[34]
- National Gallery of Canada[35]
- National Museum of African Art[36]
- Reykjavik Art Museum[37]
- Whitney Museum of American Art[38]
- Yale University Art Gallery.[39]